# 孟廷柯
孟廷柯（1482年—？），字培之，號壽泉，湖廣武昌府武昌縣人，軍籍，明朝政治人物。

## 生平
弘治十七年（1504年）甲子科湖廣鄉試第三十名。正德六年（1511年）登進士。授大理寺评事，升任大理寺左寺副，与修撰舒芬等谏武宗南狩，谪户部照磨。十六年（1521年）六月擢四川佥事，嘉靖四年（1525年）五月转陕西右参议，七年五月升云南左参政，十年五月升雲南按察使，官至大理寺少卿。

## 家族
孟子五十八世孫。曾祖父孟源；祖父孟應祖；父親孟芸。母馬氏。具慶下。